# Amazon Go
Amazon Go(アマゾン・ゴー)はAmazon.comが運営する無人店舗。最初の店舗は2016年12月5日にAmazonの新本社内にオープンしており、消費者はレジに並ばずに商品を購入することが出来るなど部分的に自動化されている。
2020年6月現在、全米4都市(シアトル、サンフランシスコ、シカゴ、ニューヨーク)で26店舗を運営する。

## 歴史
2016年、ウォール・ストリート・ジャーナル紙は最初に開店した店舗はAmazonが開店を計画している3店舗中の1つで3店舗とも違った形態になると報道した 。2016年10月、ビジネスインサイダーは今後10年間で2000店以上を開店するとしたAmazonの内部文書を確認したと報じた
。Amazonの広報担当者は2000店開店の報道を否定し、未だに学んでいると主張した。ビジネスインサイダーは今後2年間でAmazonは20店舗程度を開店する可能性があると予測した。
The Verge は2017年の早期にも最初の店舗が一般公開される予定だと報じ、2016年12月にAmazonの従業員限定のベータ版が開店した 。最初の店舗は約167平方メートルでコンビニエンスストア程度の大きさだった。他のテストはより大型の店舗で行われる。
Amazonは店舗が2018年1月22日に一般にオープンすると発表した。消費者はストアに入店する前にiOSまたはAndroid用のAmazon GoアプリをダウンロードしAmazonアカウントにサインインしておく必要がある。有名ブランドとローカルブランドの仕入れに加えて、ストアはWickedly PrimeなどのAmazonのハウスブランドの多くを販売する。低所得者への公的援助のフードスタンプ (補助的栄養支援プログラム) や、最近のモデルのスマートフォンを持っていない消費者またはAmazon Goアプリをダウンロードしていないスマートフォンは受け付けていない。
2018年8月27日に市立図書館近くの 920 Fifth Avenue に2つめの店舗をオープンした。1つめの店舗よりも少し小ぶりで、アルコールを扱わず、入口と出口のゲートが別になるなど若干の違いがある。

## コンセプト
Amazonのプロモーションビデオによれば、このストアのコンセプトはコンピュータビジョンや、ディープラーニングアルゴリズム、センサーフュージョンなどの技術を駆使し、レジに並ばずに自動で支払いが完了するものである。Amazon Goはスマートフォンの普及やジオフェンス技術に頼ったシステムでサプライチェーンや在庫管理だけでなく、顧客体験を合理化できる革新的なモデルとみなされた。